# Condado de Howard (Iowa)
O Condado de Howard é um dos 99 condados do estado norte-americano de Iowa. A sede do condado é Cresco, que é também a sua maior cidade. O condado tem uma área de 1228 km² (dos quais 0 km² estão cobertos por água), uma população de 9932 habitantes, e uma densidade populacional de 8 hab/km² (segundo o censo nacional de 2000). O condado foi fundado em 1851 e recebeu o seu nome em honra de Tilghman Howard (1797-1844), membro da Câmara de Representantes pelo estado de Indiana.